# إميليو كوفاتشيتش
إميليو كوفاتشيتش (بالكرواتية: Emilio Kovačić) مواليد 11 يناير 1968 في زادار، جمهورية يوغوسلافيا الاشتراكية الاتحادية، هو لاعب كرة سلة كرواتي سابق. بدأ مسيرته الاحترافية في سنة 1992. يبلغ طوله 6 قدم 10 بوصة (2.1 م). حقق المركز الثالث في بطولة أمم أوروبا لكرة السلة 1993. اعتزل اللعب في 2004.

## المسيرة الاحترافية
لعب مع نادي زادار لكرة السلة في موسم 1992–1993، ثم لعب مع نادي سيبونا لكرة السلة في موسم 1993–1994، ثم لعب مع نادي زادار لكرة السلة من سنة 1997 إلى 1999، ثم لعب مع نادي أوليمبيا لكرة السلة من سنة 1999 إلى 2001، ثم لعب مع فورتيتودو بولونيا في الدوري الإيطالي من سنة 2001 إلى 2003، ثم لعب مع نادي زادار لكرة السلة في موسم 2003–2004.

## الميداليات
| الميدالية | المسابقة                         |
| --------- | -------------------------------- |
| برونزية   | بطولة أمم أوروبا لكرة السلة 1993 |

## روابط خارجية
- إميليو كوفاتشيتش على موقع الاتحاد الدولي لكرة السلة (الإنجليزية)
- إميليو كوفاتشيتش على موقع الدوري الأوروبي لكرة السلة (الإنجليزية)
- إميليو كوفاتشيتش على موقع كرة السلة الأوروبية.كوم (الإنجليزية)
- إميليو كوفاتشيتش على موقع كلية كرة السلة في سبورتس رفرنس.كوم (الإنجليزية)
- إميليو كوفاتشيتش على موقع ريلجم (الإنجليزية)
- إميليو كوفاتشيتش على موقع بروبوليرز (الإنجليزية)
- إميليو كوفاتشيتش على موقع سبورتس رفرنس (الإنجليزية)